# دهستان ایسین
دهستان ایسین، یکی از دهستان‌های بخش مرکزی شهرستان بندرعباس در استان هرمزگان ایران است. مرکز این دهستان، روستای محله نو ایسین است.

## جمعیت
بر پایه سرشماری عمومی نفوس و مسکن در سال ۱۳۹۵، جمعیت دهستان ایسین برابر با ۲۱٬۰۱۰ نفر بوده‌است.